# Biantes godavari
Biantes godavari is een hooiwagen uit de familie Biantidae. De wetenschappelijke naam van Biantes godavari gaat terug op J. Martens.